# Model autoregressiu de mitjana mòbil
En l'anàlisi estadística de sèries temporals, els models autoregressius-mitjana mòbil (ARMA) proporcionen una descripció parsimoniosa d'un procés estocàstic (dèbil) estacionari en termes de dos polinomis, un per a l'autoregressió (AR) i el segon per a la mitjana mòbil (MA). El model general ARMA es va descriure a la tesi de 1951 de Peter Whittle, Testing d'hipòtesis en l'anàlisi de sèries temporals, i es va popularitzar al llibre de 1970 de George EP Box i Gwilym Jenkins. Donada una sèrie temporal de dades {\displaystyle X_{t}}, el model ARMA és una eina per entendre i, potser, predir els valors futurs d'aquesta sèrie. La part AR implica la regressió de la variable en els seus propis valors retardats (és a dir, passats). La part MA implica modelar el terme d'error com una combinació lineal de termes d'error que es produeixen simultàniament i en diferents moments del passat. El model s'anomena normalment el model ARMA(p, q) on p és l'ordre de la part AR i q és l'ordre de la part MA (tal com es defineix a continuació).
Els models ARMA es poden estimar mitjançant el mètode Box-Jenkins.

## Model autoregressiu
La notació AR( p ) fa referència al model autoregressiu d'ordre p . El model AR( p ) s'escriu com
{\displaystyle X_{t}=\sum _{i=1}^{p}\varphi _{i}X_{t-i}+\varepsilon _{t}}
on {\displaystyle \varphi _{1},\ldots ,\varphi _{p}} són els paràmetres i la variable aleatòria {\displaystyle \varepsilon _{t}} és el soroll blanc, normalment independents i distribuïdes de manera idèntica (iid) variables aleatòries normals.
Perquè el model es mantingui estacionari, les arrels del seu polinomi característic han d'estar fora del cercle unitari. Per exemple, processos en el model AR(1) amb {\displaystyle |\varphi _{1}|\geq 1} no estan estacionaris perquè l'arrel de {\displaystyle 1-\varphi _{1}B=0} es troba dins del cercle unitari.

## Model de mitjana mòbil
La notació MA( q ) fa referència al model de mitjana mòbil d'ordre q :
{\displaystyle X_{t}=\mu +\varepsilon _{t}+\sum _{i=1}^{q}\theta _{i}\varepsilon _{t-i}\,}
ón el {\displaystyle \theta _{1},...,\theta _{q}} són els paràmetres del model, {\displaystyle \mu } és l'expectativa de {\displaystyle X_{t}} (sovint se suposa que és igual a 0) i el {\displaystyle \varepsilon _{t}}, {\displaystyle \varepsilon _{t-1}} ,... tornen a ser termes d'error de soroll blanc iid que solen ser variables aleatòries normals.

## Model ARMA
La notació ARMA( p, q ) fa referència al model amb p termes autoregressius i q termes de mitjana mòbil. Aquest model conté els models AR( p ) i MA( q ),
{\displaystyle X_{t}=\varepsilon _{t}+\sum _{i=1}^{p}\varphi _{i}X_{t-i}+\sum _{i=1}^{q}\theta _{i}\varepsilon _{t-i}.\,}
El model general ARMA es va descriure a la tesi de 1951 de Peter Whittle, que va utilitzar l'anàlisi matemàtica (sèrie de Laurent i anàlisi de Fourier) i la inferència estadística. Els models ARMA van ser popularitzats per un llibre de 1970 de George EP Box i Jenkins, que van exposar un mètode iteratiu (Box–Jenkins) per triar-los i estimar-los. Aquest mètode era útil per a polinomis de baix ordre (de grau tres o menys).
El model ARMA és essencialment un filtre de resposta d'impuls infinit aplicat al soroll blanc, amb alguna interpretació addicional.